# Резолюшън (остров, Канада)

Остров Резолюшън (на английски: Resolution Island) е 38-ият по големина остров в Канадския арктичен архипелаг. Площта му е 1015 км2, която му отрежда 47-о място сред островите на Канада. Административно принадлежи към канадската територия Нунавут. Необитаем.
Островът заема стратегическо място в източния вход на Хъдсъновия проток. На 108 км на юг се намира п-ов Лабрадор, а на 36 км на северозапад – п-ов Мета Инкогнита, най-южната част на остров Бафинова земя. От Бафинова земя го отделят протоците Гейбриъл (Gabriel Strait) и Анаполис (Anapolis Strait) с о-вите Лоуър Савидж по средата. Тесния, 3,8 км проток Грейвс (Graves Strait) на север, осеян с множество малки островчета, го отделя от по-малкия остров Еджъл. Далеч на изток, зад протока Дейвис е Гренландия.
Бреговата линия с дължина 394 км е силно разчленена, осеяна със стотици малки заливи и полуострови, които представят идеални условия за котвени стоянки. Островът има форма на правоъгълен триъгълник, като правият му ъгъл е обърнат на североизток. Дължината му от северозапад на югоизток (основата на триътълника) е 50 км, а най-голямата му ширина (височината на триъгълника) – 32,3 км.
Релефът на острова е нискохълмист с дълбоко всечени долини, по които текат къси реки, протичащи през стотици езера, езерни разширения и заблатени местности. Максимална височина до 420 м в северната част на острова.
Островът е открит на 28 юли 1576 г. от английския мореплавател Мартин Фробишър, по време на третото му плаване за търсене на Северозападния морски проход. На острова Фробишър прочита резолюция, с която обявява всички открити от него земи за английски владения и затова кръщава новооткрития остров Резолюшън.
От 1954 до 1973 г. в най-южната част на острова функционира американска военна база, явяващя се част от системата за ранно радиолокационно предупреждение. През 1974 г. базата е предадена на Канада, а през 1984 г. е закрита и законсервирана. През периода 1987-1990 г. са взети проби от почвата и водата около бившата база и са открити значителни замърсявания с химикали, азбест и тежки метали. През 1997 г. започват мащабни мероприятия за очистване на замърсяванията на околната среда, които вече са почти финализирани.
|  | Тази страница частично или изцяло представлява превод на страницата „Резольюшен (остров, Канада)“ в Уикипедия на руски. Оригиналният текст, както и този превод, са защитени от Лиценза „Криейтив Комънс – Признание – Споделяне на споделеното“, а за съдържание, създадено преди юни 2009 година – от Лиценза за свободна документация на ГНУ. Прегледайте историята на редакциите на оригиналната страница, както и на преводната страница, за да видите списъка на съавторите. ВАЖНО: Този шаблон се отнася единствено до авторските права върху съдържанието на статията. Добавянето му не отменя изискването да се посочват конкретни източници на твърденията, които да бъдат благонадеждни. |